# Waldesovo muzeum

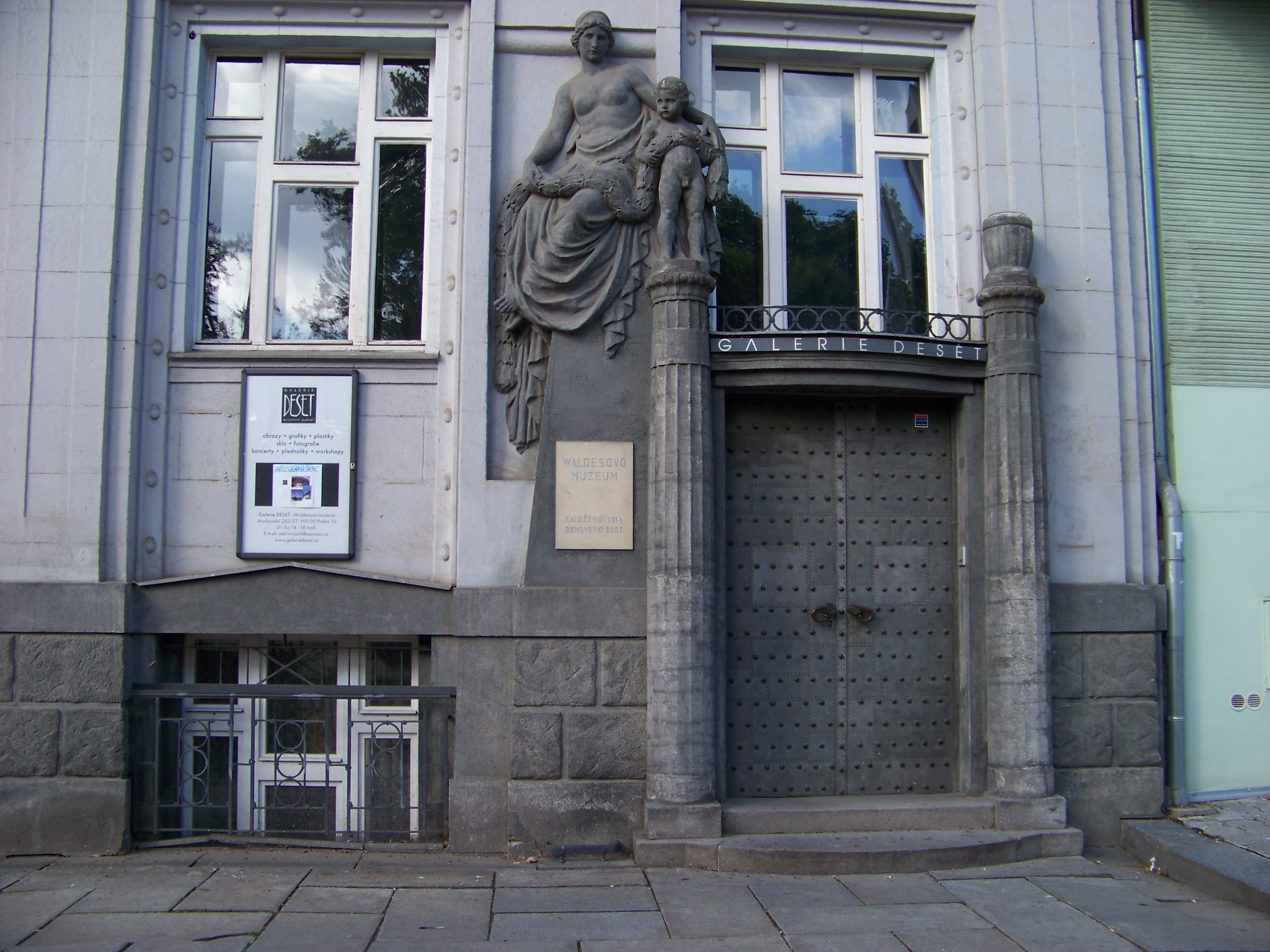
Bývalé Waldesovo muzeum

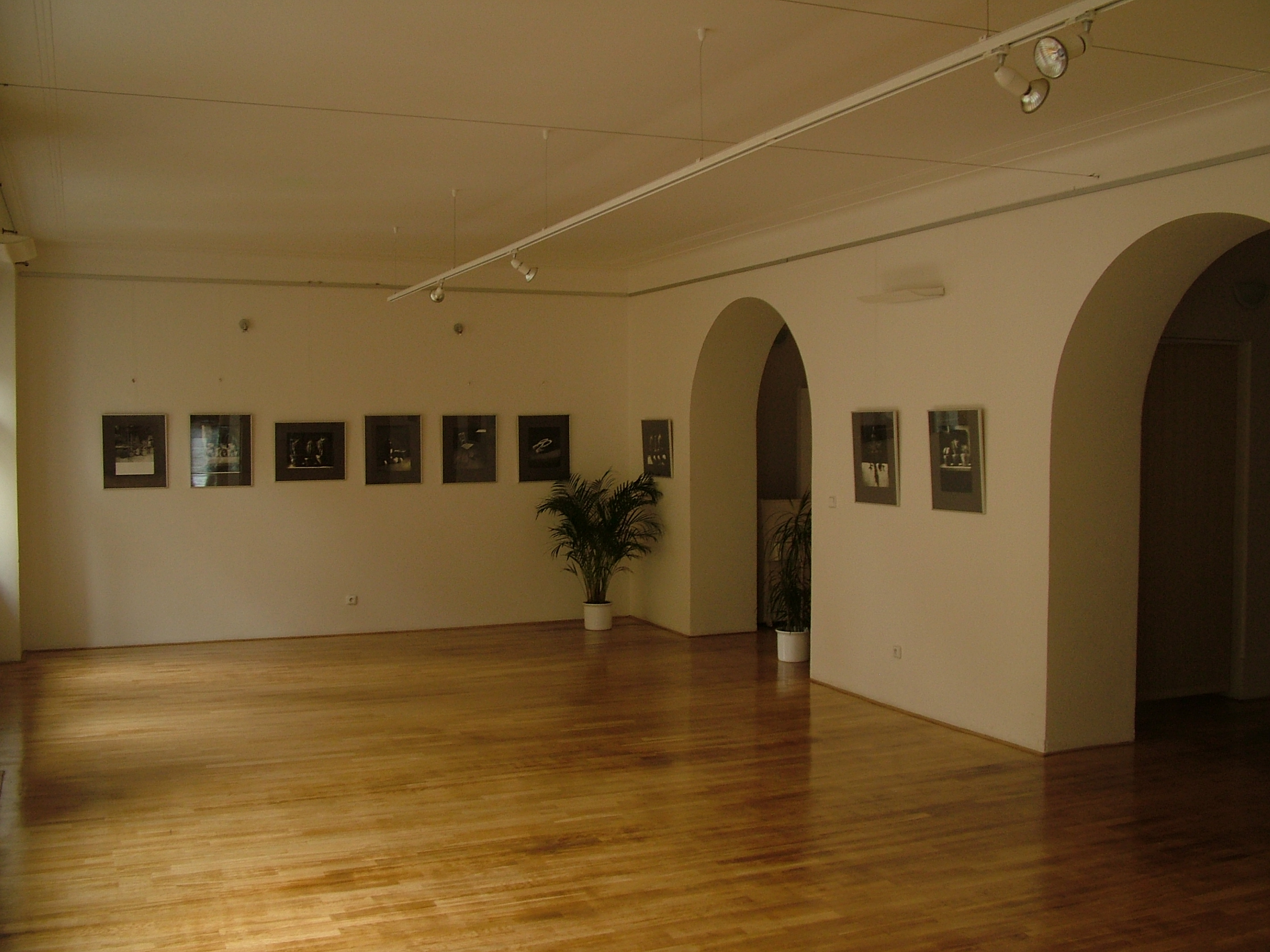
Interiér galerie

Waldesovo muzeum bylo založeno Jindřichem Waldesem v roce 1916. Muzeum se nejprve nacházelo v jednom ze sálů v samotné továrně v pražských Vršovicích (továrna Koh-i-noor), po rozšíření sbírky se přesunulo do budovy na náměstí Svatopluka Čecha v Praze.

## Historie
Muzeum se nacházelo v domě na náměstí Svatopluka Čecha, dnešní Moskevská ulice 57/262 s vchodem ze Slovinské ulice 1/262. Celý dům byl pro účely muzea rozsáhle rekonstruován. Projekt na rekonstrukci vypracovali architekti Zdeněk Pštross a Josef Fanta. Muzeum bylo slavnostně otevřeno 25. září 1918. Ředitelkou muzea byla jmenována pražská historička umění židovského původu Paula Wahleová, kurátorem a výkonným redaktorem muzejního časopisu byl historik umění Ješek Hofmann (1883–1945). Podle dobového letáku muzeum představovalo unikátní muzeum šatních spínadel na celém světě. Otevřeno bylo vždy v neděli od 9.00 do 12.00 hod. Vstup byl volný.
Vedle stálé sbírky byly v muzeu pořádány i příležitostné výstavy. Patrně nejslavnější z nich byla Indiánská výstava, kam byly zapůjčeny předměty z Amerického přírodovědného muzea v New Yorku. Zahájení výstavy dne 11. března 1933 se zúčastnily jako čestní hosté i Vlasta Geringerová Vrázová – vdova po cestovateli Enrique Stanko Vrázovi a Klara May – vdova po německém spisovateli Karlu Mayovi.
Muzeum navštívili mnozí významní hosté. V roce 1924 navštívil muzeum francouzský módní návrhář Paul Poiret, který muzeu věnoval nové módní knoflíky. V srpnu 1936 navštívil muzeum siamský král Prajadhipok s manželkou Rambai Barni v doprovodu tehdejšího československého velvyslance v Londýně Jana Masaryka.
V roce 1939 byly sbírky konfiskovány a přešly do Státní sbírky starého umění. Po roce 1945 byly převedeny do sbírek Uměleckoprůmyslového musea v Praze a poté do Muzea skla a bižuterie v Jablonci nad Nisou. V roce 1999 byla sbírka prohlášena za kulturní památku.

## Sbírky muzea
V muzeu byla shromážděna spínadla a jejich ozdoby z drahých, ušlechtilých i obecných kovů, ale i z organických materiálů, nejen doplňky šatů, ale také obuvi a pokrývek hlavy, v časovém rozsahu více než 3000 let. K nejstarším patřily pravěké jehlice, bronzové fibule z prvního tisíciletí před n. l., zlaté gotické a renesanční, gombíky, háčky, sponky a spony, nejen ze světských oděvů, ale také spony z kněžských pluviálů i secesní módní doplňky. Součástí muzea byla také knihovna s dobovými materiály. Mezi nejcennějšími exponáty patřil gotický Karlštejnský poklad, který obsahuje nádobky a šatní ozdoby z dvorského oděvu některého člena rodiny Karla IV. nebo Václava IV.
Nejpočetnější kolekcí muzea byly knoflíky a gombíky z celého světa, jednotlivé exempláře ale také celé série na kartách soudobých průmyslových výrobců. Ke kuriozitám patřily návrhy jehlářských strojů Leodarda da Vinci.
Pro návrháře a výtvarníky představovaly cennou kolekci grafické návrhy spínadel, jak originály kreseb či grafických listů, tak jejich reprodukce, uspořádané ve studovně do alb, šanonů a krabic.

## Současnost
V budově bývalého Waldesova muzea se nachází Galerie DESET, která byla otevřena v roce 2003. Galerie DESET navazuje na dlouholetou tradici Jindřicha Waldese a propojuje umění s podnikáním a kulturně osvětovou činností. Ke 100. výročí založení muzea zde byl 25. září 2018 uspořádán seminář o Waldesovi, jeho sbírkách a sběratelích té doby. Od roku 2020 zde je také antikvariát.